# 10159 Tokara
10159 Tokara è un asteroide della fascia principale. Scoperto nel 1994, presenta un'orbita caratterizzata da un semiasse maggiore pari a 2,4130006 UA e da un'eccentricità di 0,1341034, inclinata di 7,41585° rispetto all'eclittica.
L'asteroide è dedicato alle isole Tokara, arcipelago del Giappone.